# C. B. Macpherson
Crawford Brough Macpherson (* 18. November 1911; † 22. Juli 1987) war ein kanadischer Politikwissenschaftler an der University of Toronto.
Macpherson wurde vor allem für seine marxistisch inspirierte Neuinterpretation des Liberalismus und hier insbesondere der Werke von Thomas Hobbes und John Locke bekannt. Andere wichtige Schriften schrieb er zur Demokratietheorie. Bekannt geworden ist insbesondere seine Theorie des Besitzindividualismus, wonach die Freiheit von allen vertraglichen Bindungen gegenüber anderen das Wesen des Menschen ausmache und dass die Gesellschaft nichts anderes sei als eine Reihe von Marktbeziehungen zwischen diesen freien Individuen, die der Gesellschaft nichts schulden.
Macpherson schloss 1933 erfolgreich sein Studium an der University of Toronto und erwarb von 1933 bis 1935 einen M.Sc. an der London School of Economics. Er unterrichtete in Toronto ab 1935, wo er 1955 Professor für Politische Ökonomie wurde. Er unterrichtete oft als Gastprofessor an englischen Universitäten. Ab 1956 war er Fellow der Royal Society of Canada, er war ebenfalls Fellow des Churchill College der Universität Cambridge.
Nach ihm ist der C.-B.-Macpherson-Preis der Canadian Political Science Association benannt, der zweijährlich an den besten kanadischen Autor eines Buchs zur politischen Theorie vergeben wird.

## Werke
- Democracy in Alberta: The Theory and Practice of a Quasi-Party System (1953)
- The Political Theory of Possessive Individualism: Hobbes to Locke. Oxford: Clarendon, 1962. Rpt. (OUP paperback). 1964. 1990. (Deutsch als: Die politische Theorie des Besitzindividualismus; Frankfurt am Main : Suhrkamp, 1990, 3. Aufl.)
- The Real Wold of Democracy (1966), (deutsch als Drei Formen der Demokratie; Frankfurt a. M. : Europäische Verlagsanstalt, 1967)
- The Life and Times of Liberal Democracy (1977) (deutsch als Demokratietheorie München : Beck, 1977, 1. Aufl.)
- Burke. (Past Masters). Oxford: Oxford UP, 1980
- The Rise and Fall of Economic Justice.
- Leviathan (Hrsg.). By Thomas Hobbes. Harmondsworth: Penguin, Diverse Auflagen ab 1968